# Romulea villaretii
Romulea villaretii là một loài thực vật có hoa trong họ Diên vĩ. Loài này được Dobignard miêu tả khoa học đầu tiên năm 1997.